# 유한계급론
《유한계급론》(The Theory of the Leisure Class, The Theory of the Leisure Class: An Economic Study of Institutions)은 소스타인 베블런이 쓴 1899년 책이다.
비평가이자 저자 베블런은 유한계급에 대한 통쾌하고 신랄하게 비평하였다. 당시 약탈과 기만으로 재산을 축적해서 사치와 방탕한 생활을 일삼던 미국의 부자들을 예리하게 비판한다. ≪유한계급론≫은 ‘사회적’ 소비 이론을 제시하며, 이에 따라 신고전학파 경제학의 ‘합리적’ 소비 이론은 부정된다. 베블런의 주요 관심 대상이 된 본능, 제도, 기술에 대한 설명에서 진화 경제학의 방법론의 핵심을 들여다보고 있다.

## 개요
≪유한계급론≫은 베블런의 많은 저작들 가운데 가장 알려져 있다. 나아가 한 주제를 다루었기 때문에 우리는 이 책을 통해 그의 진화적 방법론이 체계적으로 적용되는 과정을 엿볼 수 있다. 여기서는 전체 가운데 제4장 ＜과시적 소비＞와 제8장 ＜생산 활동의 면제와 보수주의＞에 집중했는데, 이 두 장이 베블런의 생각을 비교적 전체적으로 잘 보여줄 것이라고 기대하고 있기 때문이다. 비록 짧지만 우리는 이 두 장에서 그의 진화론적 방법론을 찾아낼 수 있다. 이러한 내용들은 각주를 통해 정리되어 있다.
각주의 해석을 통해 이 책은 진화 경제학의 방법론을 설명하고자 노력했다. 진화 경제학 방법론은 신고전학파 경제학의 방법론을 가장 신랄하게 비판한다. 옮긴이는 베블런이 설정한 ‘주적’을 넘어 마르크스, 케인스, 슘페터의 방법론과도 비교하고자 노력했다. 이러한 비교가 온갖 개인적 희생을 치르면서 인류의 ‘진정한 발전’을 위해 끝없이 고민하는 양심적 인간들에게 특별히 요청될 것이라고 생각했기 때문이다.

## 같이 보기
- 과시 소비
- 과시여가